# Львова, Надежда Григорьевна
Наде́жда Григо́рьевна Льво́ва (8 (20 августа) августа 1891, Подольск — 24 ноября (7 декабря) 1913, Москва) — русская поэтесса, покончившая жизнь самоубийством из-за своего трагического романа с поэтом-символистом Валерием Брюсовым.

## Биография
Родилась в Подольске, дочь мелкого почтового служащего. Училась в Елисаветинской гимназии в Москве, где участвовала в подпольной большевистской организации вместе с Эренбургом, Бухариным и Сокольниковым.
Вспоминает Илья Эренбург (из «Люди, годы, жизнь»):
Надя любила стихи, пробовала читать мне Блока, Бальмонта, Брюсова… Я издевался над увлечением Нади, говорил, что стихи — вздор, «нужно взять себя в руки». Несмотря на любовь к поэзии, она прекрасно выполняла все поручения подпольной организации. Это была милая девушка, скромная, с наивными глазами и с гладко зачесанными назад русыми волосами… Я часто думал: вот у кого сильный характер!..
Окончила гимназию с золотой медалью в 1908 году, тогда же была арестована, но вскоре отпущена, так как на момент ареста ей не исполнилось семнадцати лет. Училась на высших женских курсах Полторацкой. Писать стихи начала в 1910 году, печататься — весной 1911 года в журнале «Русская мысль». Тогда и познакомилась с Валерием Брюсовым, бывшим на 18 лет старше её.
Брюсов начало романа с поэтессой относил к 1911 году. Под его покровительством Надежда Львова опубликовала свои стихи в нескольких журналах, таких как «Женское дело», «Новая жизнь», альманахах «Жатва» и «Мезонин поэзии»; а в 1913 году вышел единственный прижизненный сборник стихов «Старая сказка. Стихи 1911—1912 гг.», сопровождаемый предисловием Валерия Брюсова.
24 ноября 1913 года, находясь в депрессии из-за романа с Брюсовым, застрелилась. Похоронена на Миусском кладбище (у западной части ограды), могила не сохранилась.

## Речевой недостаток
Долгое время не выговаривала звук «к»: говорила «'инжал», «'оторый» и др. Однако впоследствии этот недостаток был ею исправлен.